# (4819) Gifford
(4819) Gifford est un astéroïde de la ceinture principale.

## Description
(4819) Gifford est un astéroïde de la ceinture principale. Il fut découvert le 24 mai 1985 à Lac Tekapo par Alan C. Gilmore et Pamela M. Kilmartin. Il présente une orbite caractérisée par un demi-grand axe de 2,20 UA, une excentricité de 0,03 et une inclinaison de 5,8° par rapport à l'écliptique.

## Compléments